# Takeshi Mizuuchi
Takeshi Mizuuchi (jap. 水内 猛, Mizuuchi Takeshi; * 19. November 1972 in der Präfektur Kanagawa) ist ein ehemaliger japanischer Fußballspieler.

## Karriere
Mizuuchi erlernte das Fußballspielen in der Schulmannschaft der Asahi High School. Seinen ersten Vertrag unterschrieb er 1991 bei Mitsubishi Motors. Der Verein spielte in der höchsten Liga des Landes, der Japan Soccer League. Mit Gründung der Profiliga J.League 1992 und der damit verbundenen Neuorganisation des japanischen Fußballs wurde Mitsubishi Motors zu den Urawa Red Diamonds. Für den Verein absolvierte er 50 Erstligaspiele. 1996 wechselte er zum Zweitligisten Brummell Sendai. Für den Verein absolvierte er 43 Spiele. Ende 1997 beendete er seine Karriere als Fußballspieler.